# Copa de baloncesto de Croacia
La Krešimir Ćosić Cup es la denominación oficial de la competición de copa de baloncesto de Croacia. Esta competición se viene jugando desde el año 1992. El torneo se denomina así en honor del histórico jugador croata Krešimir Ćosić, fallecido en 1995. Desde su inicio, solamente 5 equipos han conseguido coronarse campeones: el KK Split, KK Cibona Zagreb, KK Zadar, el KK Cedevita y el KK Zagreb -que consiguió ganar por primera vez el título en 2008, tras derrotar sorprendentemente al KK Zadar por 100-96.

## Finales de la Copa
| Temporada | Sede      | Campeón          | Resultado | Subcampeón       |
| 1991–92   | Rijeka    | KK Split         | 88 - 85   | KK Cibona Zagreb |
| 1992–93   | Pula      | KK Split         | 75 - 64   | KK Zadar         |
| 1993–94   | Osijek    | KK Split         | 86 - 76   | KK Cibona Zagreb |
| 1994–95   | Dubrovnik | KK Cibona Zagreb | 91 - 75   | KK Zrinjevac     |
| 1995–96   | Rijeka    | KK Cibona Zagreb | 68 - 64   | KK Split         |
| 1996–97   | Zagreb    | KK Split         | 72 - 67   | KK Cibona Zagreb |
| 1997–98   | Zadar     | KK Zadar         | 82 - 70   | KK Zagreb        |
| 1998–99   | Split     | KK Cibona Zagreb | 70 - 69   | KK Split         |
| 1999–00   | Zagreb    | KK Zadar         | 71 - 62   | KK Cibona Zagreb |
| 2000–01   | Zagreb    | KK Cibona Zagreb | 73 - 59   | KK Zadar         |
| 2001–02   | Zadar     | KK Cibona Zagreb | 88 - 84   | KK Zadar         |
| 2002–03   | Split     | KK Zadar         | 72 - 59   | KK Cibona Zagreb |
| 2003–04   | Zadar     | KK Split         | 74 - 72   | KK Zadar         |
| 2004–05   | Zadar     | KK Zadar         | 94 - 89   | KK Cibona Zagreb |
| 2005–06   | Karlovac  | KK Zadar         | 84 - 69   | KK Zagreb        |
| 2006–07   | Zadar     | KK Zadar         | 90 - 83   | KK Zagreb        |
| 2007–08   | Zagreb    | KK Zagreb        | 75 - 73   | KK Cibona Zagreb |
| 2008–09   | Zadar     | KK Cibona Zagreb | 73 - 63   | KK Zagreb        |
| 2009–10   | Zagreb    | KK Zagreb        | 81 - 74   | KK Cibona Zagreb |
| 2010–11   | Zagreb    | KK Zagreb        | 91 - 85   | KK Zadar         |
| 2011–12   | Zagreb    | KK Cedevita      | 74 - 72   | KK Zagreb        |
| 2012–13   | Zagreb    | KK Cibona Zagreb | 77 - 76   | KK Cedevita      |
| 2013–14   | Zagreb    | KK Cedevita      | 86 - 68   | KK Zagreb        |
| 2014–15   | Vukovar   | KK Cedevita      | 86 - 82   | KK Zadar         |
| 2015–16   | Zadar     | KK Cedevita      | 74 - 70   | KK Zadar         |
| 2016-17   | Šibernik  | KK Cedevita      | 102-66    | KK Jolly Šibenik |
| 2017-18   | Zadar     | KK Cedevita      | 86-74     | KK Cibona Zagreb |
| 2018-19   | Split     | KK Cedevita      | 89-74     | KK Cibona Zagreb |
| 2019-20   | Zadar     | KK Zadar         | 89-76     | KK Cibona Zagreb |
| 2020-21   | Omiš      | KK Zadar         | 79-70     | KK Split         |
| 2021-22   | Rijeka    | KK Cibona Zagreb | 67-65     | KK Cedevita      |
| 2022-23   | Zagreb    | KK Cibona Zagreb | 86-66     | KK Cedevita      |
| 2023-24   | Split     | KK Zadar         | 80-68     | KK Cibona Zagreb |

## Títulos por club
| Club                | Campeonatos | Años Campeón                                         | Subcamp. | Años subcampeón                                                        |
| ------------------- | ----------- | ---------------------------------------------------- | -------- | ---------------------------------------------------------------------- |
| KK Cibona Zagreb    | 9           | 1995, 1996, 1999, 2001, 2002, 2009, 2013, 2022, 2023 | 12       | 1992, 1994, 1997, 2000, 2003, 2005, 2008, 2010, 2018, 2019, 2020, 2024 |
| KK Zadar            | 9           | 1998, 2000, 2003, 2005, 2006, 2007, 2020, 2021, 2024 | 7        | 1993, 2001, 2002, 2004, 2011, 2015, 2016                               |
| KK Cedevita         | 7           | 2012, 2014, 2015, 2016, 2017, 2018, 2019             | 3        | 2013, 2022, 2023                                                       |
| KK Split            | 5           | 1992, 1993, 1994, 1997, 2004                         | 3        | 1996, 1999, 2021                                                       |
| KK Zagreb           | 3           | 2008, 2010, 2011                                     | 6        | 1998, 2006, 2007, 2009, 2012, 2014                                     |
| KK Zrinjevac Zagreb | -           | -----                                                | 1        | 1995                                                                   |
| KK Jolly Šibenik    | -           | -                                                    | 1        | 2017                                                                   |